# Geumgwang-myeon
Geumgwang-myeon (koreanska: 금광면) är en socken i stadskommunen Anseong i provinsen Gyeonggi i den centrala delen av Sydkorea, 70 km söder om huvudstaden Seoul.